# Halowe Mistrzostwa Świata w Lekkoatletyce 1991 – pchnięcie kulą kobiet
Pchnięcie kulą kobiet – jedna z konkurencji rozgrywanych podczas halowych mistrzostw świata w lekkoatletyce w 1991, zmagania w niej odbyły się 10 marca. Do konkursu zgłoszonych zostało 12 zawodniczek z 8 państw.
Zawody w tej konkurencji wygrała reprezentantka Chin Sui Xinmei. Drugą pozycję zajęła rodaczka triumfatorki Huang Zhihong, trzecią zaś reprezentująca Związek Radziecki Natalja Lisowska.

## Wyniki
Źródło: 
| Miejsce | Zawodniczka          | Państwo           | Podejście | Podejście | Podejście | Podejście | Podejście | Podejście | Wynik | Uwagi |
| Miejsce | Zawodniczka          | Państwo           | #1        | #2        | #3        | #4        | #5        | #6        | Wynik | Uwagi |
| ------- | -------------------- | ----------------- | --------- | --------- | --------- | --------- | --------- | --------- | ----- | ----- |
| 01 !    | Sui Xinmei           | Chiny             | 18,61     | 19,21     | 19,76     | 20,32     | 20,54     | 19,78     | 20,54 | CR    |
| 02 !    | Huang Zhihong        | Chiny             | 19,68     | 19,57     | 20,33     | 19,57     | 20,30     | X         | 20,33 | PB    |
| 03 !    | Natalja Lisowska     | ZSRR              | 18,10     | 18,12     | X         | 19,96     | 20,00     | X         | 20,00 |       |
| 4.      | Stephanie Storp      | Niemcy            | X         | 19,43     | 19,09     | X         | X         | X         | 19,43 |       |
| 5.      | Belsy Laza           | Kuba              | 18,27     | 18,70     | 18,83     | 18,54     | 18,55     | 18,91     | 18,91 |       |
| 6.      | Kathrin Neimke       | Niemcy            | 18,77     | 18,67     | X         | X         | 18,67     | X         | 18,77 |       |
| 7.      | Connie Price-Smith   | Stany Zjednoczone | 17,73     | 17,54     | 18,59     | 17,51     | 17,98     | 17,95     | 18,59 |       |
| 8.      | Swietłana Kriwielowa | ZSRR              | 18,55     | X         | X         | 18,58     | X         | 18,23     | 18,58 |       |
| 9.      | Ramona Pagel         | Stany Zjednoczone | 14,95     | 16,96     | 18,09     | NQ        | NQ        | NQ        | 18,09 |       |
| 10.     | Mihaela Oana         | Rumunia           | 15,71     | 16,50     | 17,14     | NQ        | NQ        | NQ        | 17,14 |       |
| 11.     | Krystyna Danilczyk   | Polska            | 15,87     | 16,04     | 15,39     | NQ        | NQ        | NQ        | 16,04 |       |
| –       | Hanan Ahmed Khaled   | Egipt             | DNS       | DNS       | DNS       | DNS       | DNS       | DNS       | DNS   |       |